# Апоцентар и перицентар
Перицентар и апоцентар (грч. περι "Пери" - око, поред, старогрчки απο "Апо" - јер, по (део сложенице која значи порицање и недостатак било чега, лат. centrum  - центар) су тачке најмање или највеће удаљености од небеског тела око којег кружи, по елиптичној орбити.
Понекад уместо речи "центар" (након "пери" или "апо") стоји назив централног тела око којег се кружи: Хелиос - Сунце, геј - Земља, Астрон - звезда, и тако даље. Тиме добијамо учестале термине, као што су перигеј и апогеј, перихел и афел.
Раније, да би се означиле ове две екстремне тачке орбите, је такође коришћен концепт апсиде (од старих Грка. αψις - лук, петља, пројекција).
Апсида је линија која повезује перицентар и апоцентар и поклапа се са главном осом елипсе, те такође пролази кроз фокус.
Радијус удаљености апоцентра и перицентра од фокуса на апсиди се израчунава помоћу формуле:
- радијус перицентра {\displaystyle r_{\mathrm {p} }=(1-e)a\!\,}
- радијус апоцентра {\displaystyle r_{\mathrm {a} }=(1+e)a\!\,},

где је a — велика полуоса елипсе.

### Табела радијуса апоцентара и перицентара планета сунчевог система[1]
| Тип небеског тела | Небеско тело | Радијус перицентра од Сунца           | Радијус апоцентра од Сунца             |
| ----------------- | ------------ | ------------------------------------- | -------------------------------------- |
| Планета           | Меркур       | 46.001.009 km (28.583.702 mi)         | 69.817.445 km (43.382.549 mi)          |
| Планета           | Венера       | 107.476.170 km (66.782.600 mi)        | 108.942.780 km (67.693.910 mi)         |
| Планета           | Земља        | 147.098.291 km (91.402.640 mi)        | 152.098.233 km (94.509.460 mi)         |
| Планета           | Марс         | 206.655.215 km (128.409.597 mi)       | 249.232.432 km (154.865.853 mi)        |
| Планета           | Јупитер      | 740.679.835 km (460.237.112 mi)       | 816.001.807 km (507.040.016 mi)        |
| Планета           | Сатурн       | 1.349.823.615 km (838.741.509 mi)     | 1.503.509.229 km (934.237.322 mi)      |
| Планета           | Уран         | 2.734.998.229 km (1,699449110×109 mi) | 3.006.318.143 km (1,868039489×109 mi)  |
| Планета           | Нептун       | 4.459.753.056 km (2,771162073×109 mi) | 4.537.039.826 km (2,819185846×109 mi)  |
| Планетоид         | Ceres        | 380.951.528 km (236.712.305 mi)       | 446.428.973 km (277.398.103 mi)        |
| Планетоид         | Плутон       | 4.436.756.954 km (2,756872958×109 mi) | 7.376.124.302 km (4,583311152×109 mi)  |
| Планетоид         | Makemakе     | 5.671.928.586 km (3,524373028×109 mi) | 7.894.762.625 km (4,905578065×109 mi)  |
| Планетоид         | Haumеа       | 5.157.623.774 km (3,204798834×109 mi) | 7.706.399.149 km (4,788534427×109 mi)  |
| Планетоид         | Eris         | 5.765.732.799 km (3,582660263×109 mi) | 14.594.512.904 km (9,068609883×109 mi) |